# Salamat Utarbayev
Salamat Utarbayev (7 de noviembre de 1981) es un deportista kazajo que compitió en judo. Ganó una medalla de bronce en los Juegos Asiáticos de 2006, y dos medallas de bronce en el Campeonato Asiático de Judo en los años 2005 y 2008.

## Palmarés internacional
| Juegos Asiáticos    | Juegos Asiáticos     | Juegos Asiáticos  | Juegos Asiáticos |
| Año                 | Lugar                | Medalla           | Categoría        |
| ------------------- | -------------------- | ----------------- | ---------------- |
| 2006                | Doha (Catar)         | Medalla de bronce | –60 kg           |
| Campeonato Asiático |                      |                   |                  |
| Año                 | Lugar                | Medalla           | Categoría        |
| 2005                | Taskent (Uzbekistán) | Medalla de bronce | –60 kg           |
| 2008                | Jeju (Corea del Sur) | Medalla de bronce | –60 kg           |